# Art per l'art
L'art per l'art és un sistema de creences que defensa l'autonomia de l'art, tot deslligant-lo de raons funcionals, pedagògiques o morals, i privilegiant l'estètica.
L'origen d'aquest concepte es remunta a Aristòtil, però només es va desenvolupar i consolidar a mitjans del segle xviii. El seu primer formulador fou Alexander Baumgarten, qui va encunyar la paraula «estètica» el 1750, i la va definir com a aliena a la moral i fins i tot al plaer. Kant immediatament després va aprofundir el tema dient que el plaer estètic és desinteressat i no està destinat a altres objectes que a si mateix, concepte va trobar suport en les idees de Schelling i Hegel. El 1804, Benjamin Constant va resumir el debat encunyant la frase «art per l'art».
Fou una tesi utilitzada pels romàntics alemanys, però aviat França es convertí en el centre d'aquesta teoria, amb el seu gran divulgador Théophile Gautier, que l'utilitzva per atacar el moralisme i l'utilitarisme que ell veia com a enemics del veritable art, fins al punt posar en oposició la bellesa i la funcionalitat. La influència de les seves idees es van estendre als Estats Units, on va tenir en Edgar Allan Poe divulgador de pes, que va aconseguir convertir Baudelaire i Mallarmé a aquest sistema. A Anglaterra, la teoria fou defensada per Swinburne, i en aquest país adquirí un significat profund amb l'obra de John Keats, qui identificava Bellesa i Veritat i també situava l'Estètica en primer pla. Des d'aleshores, «l'art per l'art» és un sinònim de l'esteticisme.